# TV Marabaixo
A TV Marabaixo foi uma emissora de televisão brasileira era sediada em Macapá, capital do Estado do Amapá. A emissora era afiliada à TV Gazeta e sintonizada no canal 19 UHF. Entrou no ar em 2003 e foi extinta em 2007.
Durante a existência, a emissora de TV não exibia programas locais e tinha cobertura no sudeste do estado, sendo captada parte do Arquipélago de Marajó (no Pará) com outras duas cidades em Mazagão e Santana.

## História
A TV Marabaixo entrou no ar em 1º de março de 2003, no lugar da TV Alvorada, como a primeira afiliada da então chamada apenas o Canal 21.
No dia 11 de março, dez dias depois da inauguração da emissora na capital, aumentou a potência do sinal do canal 19 e passou ser sintonizada nos municípios vizinhos do Mazagão e Santana, ampliando a cobertura do Canal 21.
Nessa ocasião, ainda não estava implantada a Rede 21, que começou a operar oficialmente em 1º de junho do mesmo ano. A cidade se antecipou e passou a receber o sinal de São Paulo.
Em 2005, com a crise da Rede 21 (que virou PlayTV, em 2006), foi umas das primeiras a deixar rede, ao trocar pela Gazeta.
Em março de 2007, coincidindo os quatro anos da emissora, o senador Gilvam Borges, cuja Família Borges controla a Rádio Antena 1 FM (afiliada à Rede Antena 1) e a TV Tucuju (afiliada à RedeTV! no canal 24), todas em Macapá, compra a TV Marabaixo, que muda de nome para TV Mani e de afiliada, a TV Diário.
Com isso, a TV Marabaixo é extinta.